# Oxburgh Hall

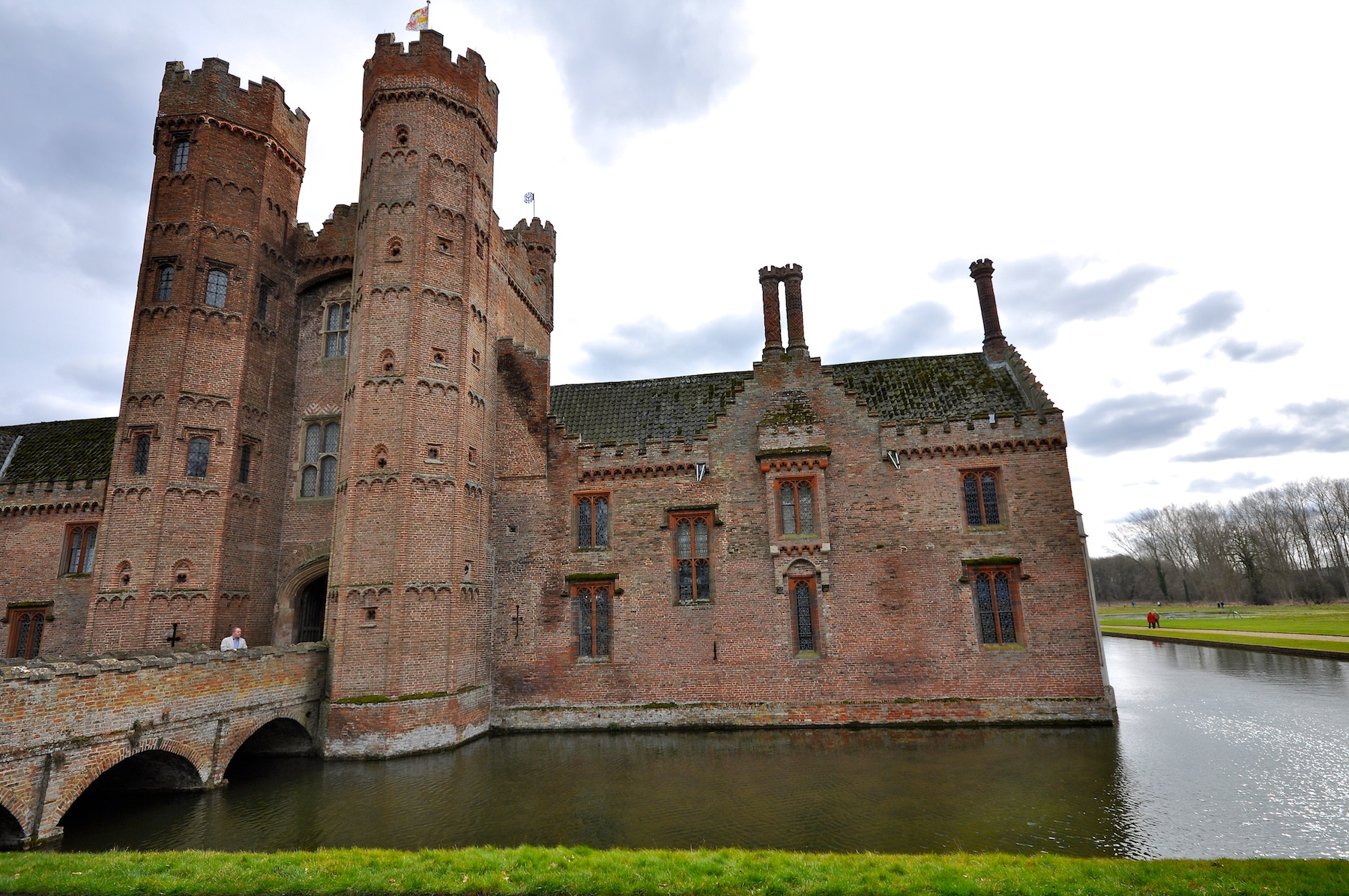
Ingresso di Oxburgh Hall

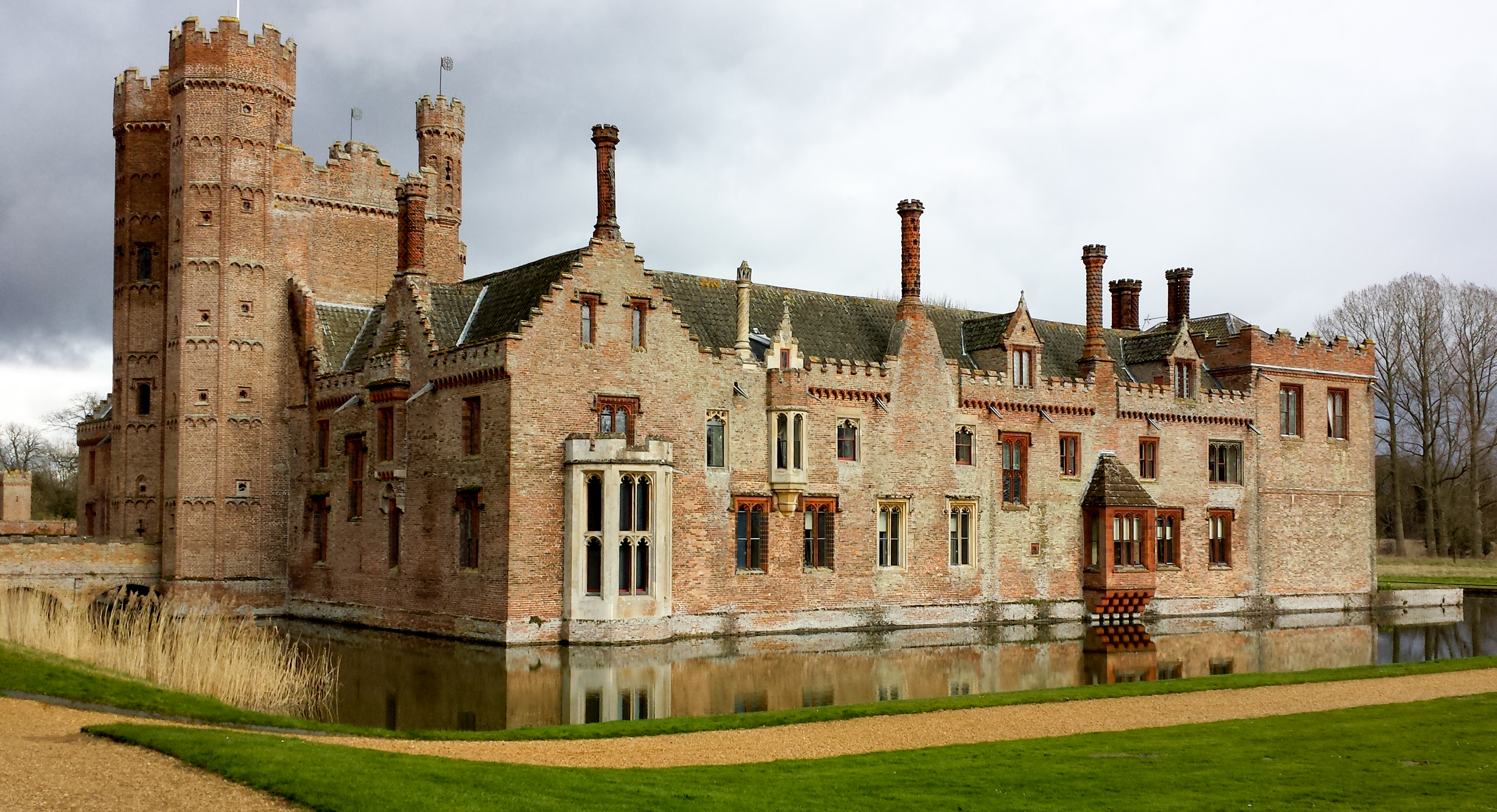
Oxburgh Hall vista dal lato ovest

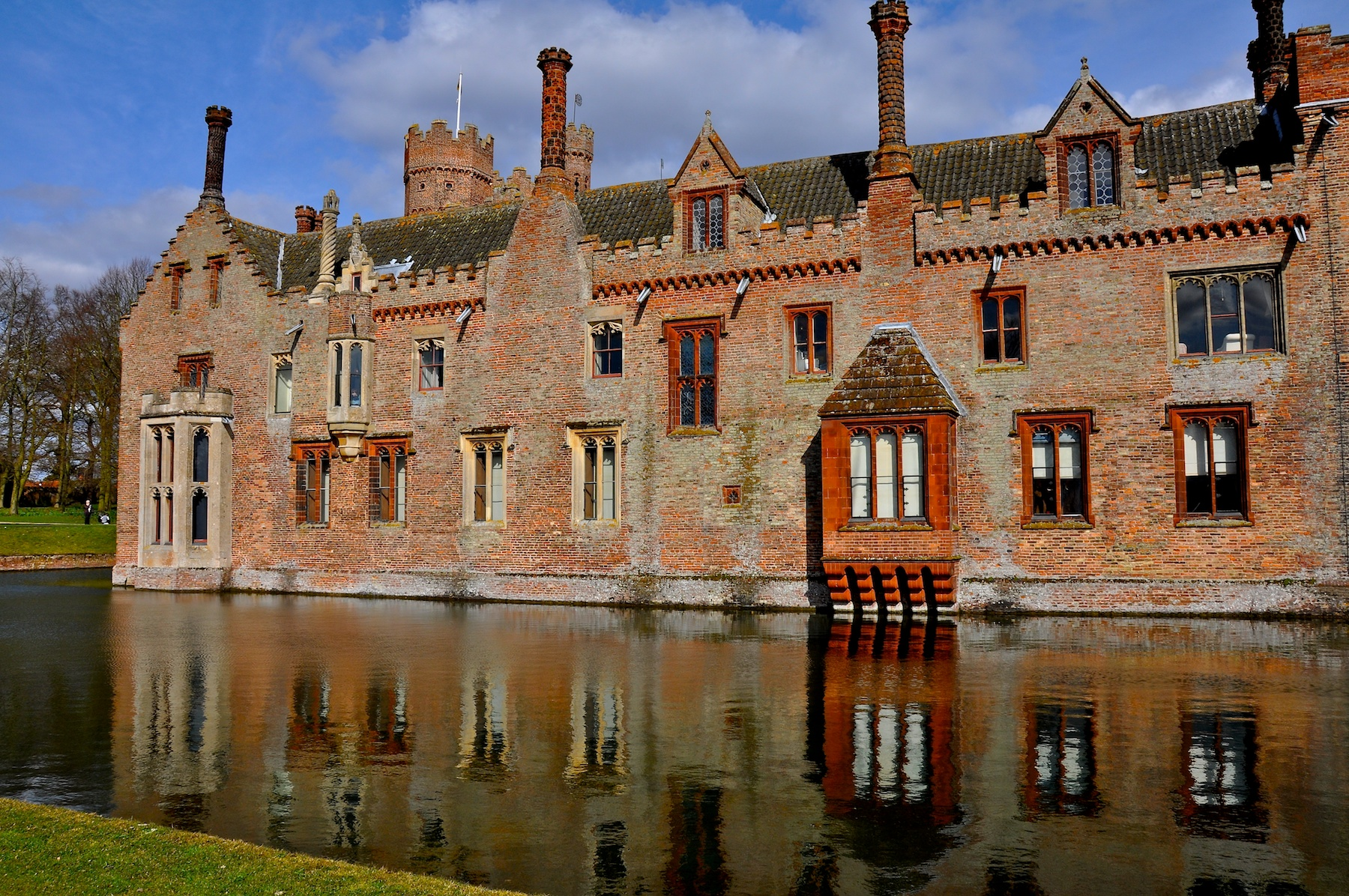
Un'ala di Oxburgh Hall

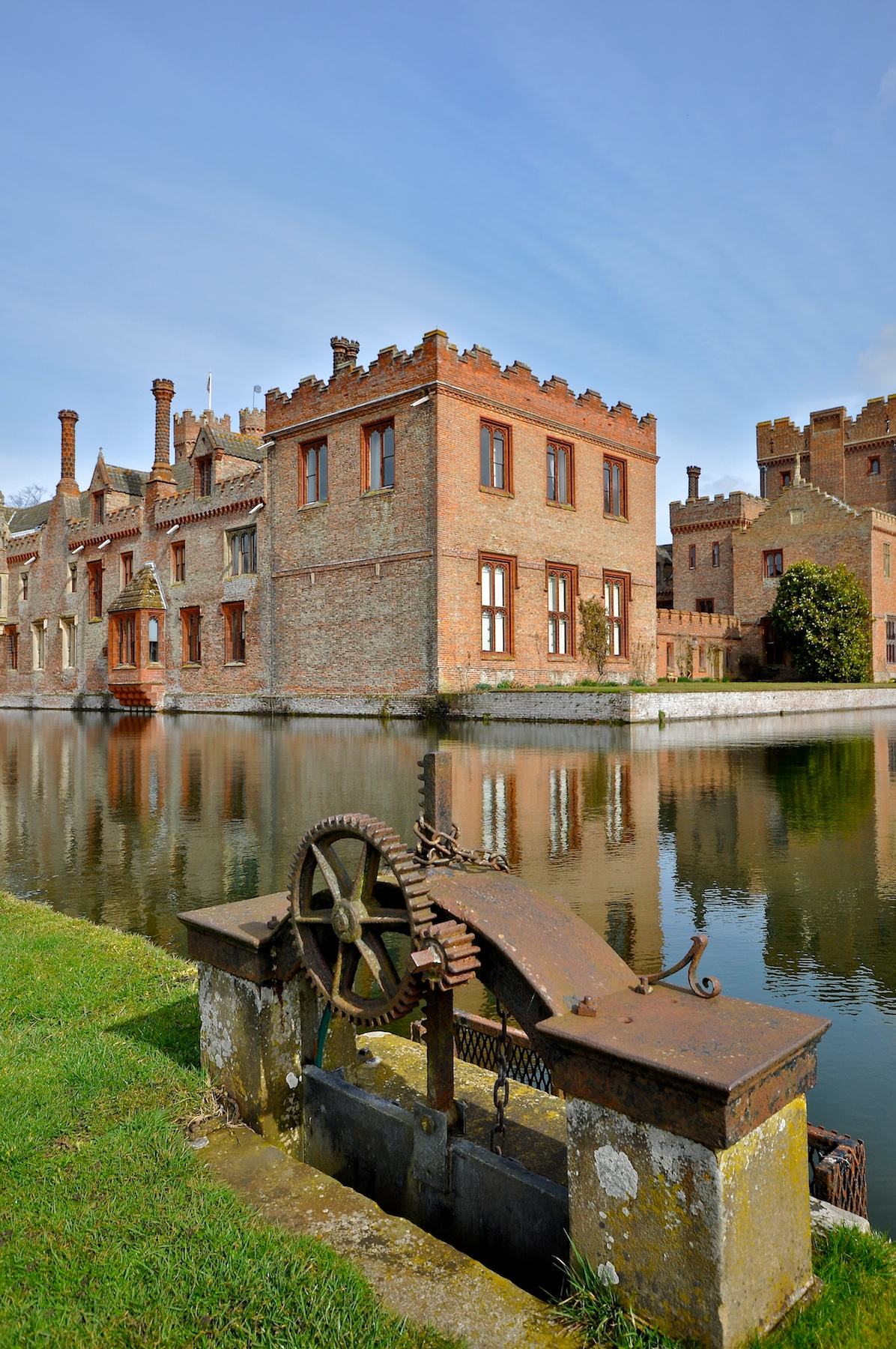
Scorcio di Oxburgh Hall

Oxburgh Hall è una casa di campagna in stile Tudor del villaggio inglese di Oxborough, nella contea del Norfolk (Inghilterra orientale), costruita nel 1482 per volere di Sir Edmund Bedingfield ed ampliata nel corso del XIX secolo. Fu la residenza della famiglia Bedingfield per quasi cinque secoli.
L'edificio è classificato come palazzo di primo grado ed è posto sotto la tutela del National Trust.

## Storia
Primi proprietari della tenuta di Oxburgh, citata sin dal 1274, furono i membri della famiglia De Weyland, che ne rimase proprietaria per i successivi 160 anni, dopodiché la proprietà passò nelle mani della famiglia Tuddenham.
La tenuta rimase quindi di proprietà della famiglia Tuddenham fino al 1462, anno in cui Sir Thomas Tuddenham venne imprigionato con l'accusa di tradimento e la proprietà di Oxburgh passò nelle mani della sorella, moglie di Sir Edmund Bedingfield. Vent'anni dopo venne concesso a Bedingfield di realizzare una struttura fortificata all'interno della tenuta.
Nell'agosto del 1498, la residenza ricevette la visita di re Enrico VII d'Inghilterra e della moglie Elisabetta di York, che alloggiarono nelle stanze poi denominate in loro onore "King's Room" e "Queen's Room".
I Bedingfield erano di confessione cattolica e nella residenza solevano tenersi delle messe. Dopo la Riforma però, per continuare a praticare in segreto il proprio credo, nel 1582 realizzarono all'interno di Oxburgh Hall una camera segreta, dove i sacerdoti potevano predicare di nascosto.
In seguito, nel corso della guerra civile inglese, in cui la famiglia Bedingfield sosteneva la causa della Corona, Oxburgh Hall venne attaccata dalla truppe parlamentariane, che distrussero i giardini. Le truppe parlamentariane requisirono inoltre la proprietà, per poi cederla nuovamente alla famiglia Bedingfield per la cifra di 20.000 sterline.
Nel 1829, il sesto baronetto di Bedienfield commissionò all'architetto John Chessell Buckler dei lavori di ammodernamento di Oxburgh Hall, lavori che furono fatti poi proseguire dal figlio, il settimo baronetto di Bedingfield. Tra i lavori intrapresi, vi furono la ricostruzione dell'ala meridionale, che vide l'intervento anche del celebre architetto Augustus Welby Northmore Pugin, e il riammodernamento degli interni.
Dopo la seconda guerra mondiale, la residenza venne ceduta dal nono baronetto di Bedingfield a un mercante del posto, che ne prospettava la demolizione. Tuttavia, i vari membri della famiglia Bedingfield, incoraggiati da Lady Sybil Bedingfield, vendettero le loro proprietà per raccogliere il denaro necessario, circa 5000 sterline, per riacquistare Oxburgh Hall e salvarla dalla distruzione.
La tenuta venne quindi ceduta dalla famiglia Bedingfield nel 1952 al National Trust.

## Architettura
La tenuta di Oxburgh si estende per circa 70 acri. La residenza è realizzata in mattone rosso e la facciata principale è costituita due piani sorrette da torri di tre piani.
Nei giardini si trovano delle querce dell'età di circa 400 anni.